# Michelle Ring
Pour les articles homonymes, voir Ring.
Michelle Ring, née le 28 novembre 1967 à Calgary, est une joueuse canadienne de soccer évoluant au poste de défenseur.

## Carrière
Michelle Ring fait partie du premier groupe convoqué en équipe du Canada féminine en juillet 1986. 
Elle compte 45 sélections et 2 buts en équipe du Canada entre 1986 et 1995. Elle reçoit sa première sélection le 7 juillet 1986, contre les États-Unis (défaite 0-2). Elle participe au Tournoi international féminin de 1988 en Chine, où le Canada est quart de finaliste. 
Troisième du championnat féminin de la CONCACAF 1993, elle inscrit son premier but en équipe nationale le 19 août 1994, contre Trinité-et-Tobago, lors du championnat féminin de la CONCACAF 1994, où les Canadiennes terminent deuxièmes. Elle obtient sa dernière sélection sous le maillot canadien lors de la Coupe du monde 1995 en Chine, le 10 juin 1995, contre la Norvège (défaite 0-7). 